# Geliebte Welt
Geliebte Welt ist ein Drama und ein Liebesfilm des Regisseurs Emil Burri, der auch am Drehbuch mitwirkte, aus dem Jahr 1942. In den Hauptrollen verkörpern Willy Fritsch und Brigitte Horney den Generaldirektor Dr. Blohm und dessen Sekretärin Karin Hanke, die sich ineinander verliebt haben.

## Handlung
Generaldirektor Dr. Blohm und seine Sekretärin Karin Hanke sind beide unverheiratet und auf der Arbeit ein zusammengeschweißtes Paar. Beruflich spielen die beiden perfekt Hand in Hand. Da beide zudem keine privaten Verpflichtungen haben, richten sie ihren Blick ausschließlich auf ihre beruflichen Aktivitäten. Wenn die beiden in der Öffentlichkeit gesehen werden, wo sie ja auch zwangsläufig abends gemeinsam unterwegs sind, vermutet das Umfeld, dass die beiden ein Paar sind. Auch Dr. Blohms Freund Strickbach, der natürlich weiß, dass die beiden nicht zusammen sind, fragt eines Tages Bluhm, warum er die attraktive Karin eigentlich nicht heiratet.
Das alles geht solange gut, bis eines Tages der Generaldirektor mit seiner Sekretärin nach einer Notlandung, fernab der Zivilisation, eine Nacht gemeinsam verbringen müssen. Es kommt dazu, dass Blohm sich Gedanken macht, ob sein Freund Strickbach nicht Recht hat, mit seiner Frage, warum er seine Sekretärin nicht heiratet. Er nimmt also all seinen Mut zusammen und stellt Karin einen Heiratsantrag, den sie, zwar völlig überrascht, annimmt.
Doch nun ändert sich natürlich alles. Da Karin nun die Frau von Blohm ist, sind beide durch das Arbeitsleben voneinander getrennt. Blohm kümmert sich weiterhin um seine Tätigkeit als Generaldirektor, während Karin, die nun seine Ehefrau ist, natürlich nicht mehr im Tagesgeschäft mitwirken muss. Karin kann jedoch ihrerseits mit der neuen Situation nicht umgehen. Ihre plötzliche Untätigkeit im Tagesgeschäft ist ihr fremd und auch unangenehm. In der Folge kommt es dazu, dass sie beschließt, sich von ihrem Mann wieder zu trennen, um endlich wieder aktiv und produktiv zu sein.
Nach erfolgter Trennung erkennen beide, dass es aber nicht nur die gemeinsamen beruflichen Aktivitäten waren, welche die beiden so verbunden haben. Es war auch echte Liebe im Spiel. Entsprechend beschließen beide, einen Neuanfang ihrer Beziehung zu wagen. Der Film kommt zu einem guten Ende, denn gemeinsam beschließen sie, in Zukunft privat und beruflich alle ihnen gestellten Aufgaben gemeinsam zu bewältigen.

## Produktionsnotizen
Die Dreharbeiten von Emil Burris einziger Filmregie begannen am 19. Februar 1942 und endeten im Mai desselben Jahres. Die Drehorte
waren Berlin und Kärnten in der damaligen "Ostmark", heutiges Österreich. Geliebte Welt wurde am 30. Dezember 1942 in Berlin uraufgeführt.
Hanns H. Kuhnert, Franz Koehn und Kurt Dürnhöfer zeichneten für die Filmbauten verantwortlich. Ferdinand Rotzinger war Standfotograf, die Kostüme entwarf Eduard Josef Wimmer.

## Filmzensur
Das NS-Regime überprüfte den Film im Rahmen der damals üblichen Filmzensur auf eventuell dem Regime abträgliche Inhalte. Am 30. September 1942 wurde der Film mit dem Attribut Jugendfrei ab 14 Jahren unter dem Beschluss B.57644 geringfügig eingeschränkt freigegeben.

## Kritiken
„Gefühlskitsch und gepflegte Langeweile in einem unrealistischen Ehedrama.“